# Lactarius blennius
Lactarius blennius (comúnmente conocido como níscalo baboso o níscalo del haya) es un hongo de tamaño medio del género Lactarius que se encuentra comúnmente en los hayedos de Europa, donde es micorrícico, favoreciendo al haya europea (aunque se conocen asociaciones con otros árboles). Fue descrita por primera vez por Elias Magnus Fries. Aunque su color y tamaño varían, se distingue porque es viscosa cuando está húmeda y exuda copiosas cantidades de leche. Ha sido objeto de algunas investigaciones químicas, y puede utilizarse para producir pigmentos y blennius. Los blennius, algunos de las cuales han demostrado una posible aplicación médica, se derivan del lactarano, una sustancia química llamada así por su asociación con el Lactarius. La comestibilidad de L. blennius es incierta, y diferentes micólogos sugieren que es comestible (aunque no recomendable), no comestible o incluso venenoso.

## Taxonomía y denominación
Lactarius blennius fue descrito por primera vez por el micólogo sueco Elias Magnus Fries como Agaricus blennius en 1815, antes de que el mismo autor le diera su nombre binomial actual en 1838. Dentro del género Lactarius, está estrechamente emparentado con Lactarius cinereus, otra especie de Lactarius que también se decanta por el haya. Se ha sugerido que las dos especies (formando un grupo) podrían tener una vía de coevolución con el haya. El epíteto específico deriva del adjetivo latino blennius, que significa «viscoso». Los hongos Lactarius se conocen comúnmente como níscalos, y L. blennius se conoce como níscalo viscoso o níscalo del haya.
Lactarius blennius es sinónimo de Agaricus blennius (nombre con el que Fries describió la especie por primera vez en 1815) y de Agaricus viridis, nombre dado anteriormente por Heinrich Schrader, en 1794. Galorrheus blennius (nombre propuesto en 1871 por Paul Kummer), Lactarius viridis (propuesto en 1888 por Lucien Quélet) y Lactifluus blennius (propuesto por Otto Kuntze en 1891) también se reconocen actualmente como sinónimos. Lactarius albidopallens se describió originalmente como una forma de L. blennius como Lactarius blennius f. albidopallens por Jakob Emanuel Lange en 1928, antes de ser clasificado como especie separada por J. Blum. Lange también describió Lactarius blennius f. virescens, que ahora se reconoce como nomen invalidum (nombre inválido). Lactarius fluens es otra especie que se ha incluido en L. blennius; descrita originalmente en 1899 por Jean Louis Émile Boudier, en 1999 el alemán Joseph Krieglsteiner sugirió que en realidad es una variedad de L. blennius, denominándola Lactarius blennius var. fluens. Sin embargo, hoy en día L. fluens se considera normalmente una especie emparentada pero separada, que se distingue por un margen del sombrero más pálido, menos viscoso y un color de las branquias crema más intenso. La situación de Lactarius viridis es similar, pero con un resultado diferente; Quélet la describió por primera vez como especie separada en 1888, y en 1980 A. Marchand propuso que era en realidad una variedad de L. blennius, denominándola Lactarius blennius var. viridis. En este caso se ha aceptado la sinonimia.

## Descripción
Lactarius blennius tiene un capuchón aplanado y convexo de 4-10 cm de diámetro que luego se deprime en el centro. Su color va del oliva pálido al gris verdoso, a veces verde apagado o gris pálido-sepia, y presenta manchas de coloración más oscura en bandas concéntricas, aunque el color puede variar mucho. También se conocen ejemplares muy manchados y en Escocia se ha registrado un ejemplar muy marrón similar a Lactarius circellatus. El sombrero es muy viscoso cuando está húmedo y tiene el margen curvado hacia dentro. El tallo es de color más pálido que el sombrero, pero también muy viscoso, y mide entre 4 y 5 cm (1,6-2 pulgadas) de alto por 1-1,7 cm (0,4-0,7 pulgadas) de grosor, estrechándose un poco hacia la parte inferior. La carne es blanquecina, de color similar a las branquias, que más tarde se vuelven de color crema o beige pálido. Las agallas adquieren un color pardo-grisáceo cuando se hieren, y están apiñadas. En cuanto a la forma, son ligeramente decurrentes o adnatas, lo que significa que bajan un poco por el tallo para fijarse, o que están unidas al tallo por toda la profundidad de las agallas. Las esporas de L. blennius dejan una huella cremosa, son elípticas con verrugas bajas unidas por crestas con un pequeño número de conexiones transversales, miden de 6-9 por 5,5-7 μm.

## Distribución, hábitat y ecología
Lactarius blennius es muy común y se encuentra en bosques de frondosas, favoreciendo los hayedos; está más asociado con Fagus sylvatica, el haya europea, aunque también se ha observado creciendo en asociación con especies de roble. Forma una asociación ectomicorrícica con los árboles, y puede crecer en una amplia variedad de tipos de subsuelo, pero es más típico de suelos ácidos. Se encuentra entre finales de verano y finales de otoño, y es nativa de Europa. La distribución de la seta coincide con la distribución del haya. En las Islas Británicas, la especie es una de las cien setas más comunes. Otras zonas en las que se ha registrado incluyen Suecia, Francia, Italia, y Polonia.

## Usos
El micólogo Roger Phillips afirma que L. blennius es comestible cocinado, pero no recomendable, mientras que otros lo describen como no comestible o incluso venenoso. La leche tiene un sabor muy picante y acre.
Lactarius blennius ha sido objeto de algunas investigaciones en química. Se han obtenido derivados lactaranos (conocidos como «blenninas») del hongo, incluida la lactona blennina D, y la blennina A, que se aisló por primera vez de esta especie. Los lactaranos son sustancias químicas denominadas así por su presencia en las especies de Lactarius. Se ha demostrado que las blenninas son potencialmente útiles; por ejemplo, la blennina A (un sesquiterpeno de tipo lactarano) ha demostrado ser antiinflamatoria, con un fuerte efecto inhibidor de la biosíntesis del leucotrieno C4. L. blennius también puede refinarse para crear un pigmento verde, conocido como blenniona.